# Chypriotes grecs dans le nord de Chypre
Les Chypriotes grecs dans le nord de Chypre sont les Chypriotes grecs qui restent dans des villages enclavés dans le Nord de Chypre après l'invasion turque de Chypre en 1974.
En 2014, la population de Chypriotes grecs est de 343. Les Chypriotes grecs de Rizokarpaso élisent leur muhtar lors des élections organisées dans le sud par la république de Chypre (qui n'a pas de personnalité juridique dans les lois du Nord de Chypre).

## Discrimination
Eleni Foka est l'une des trois enseignantes chypriotes grecques dans le primaire à Karpasia, dont la sécurité est remise en question,,. Elle est enseignante à l'école primaire chypriote grecque d'Ayia Triada, Gialoúsa, dans la région de Karpas au Nord de Chypre. Elle porte son problème devant la Cour européenne des droits de l'homme. Le 5 mai 1994, son cas est mentionné dans un rapport soumis par la république de Chypre à la Convention internationale des Nations unies sur l'élimination de toutes les formes de discrimination raciale. Il indique que :
« Au début de mars 1994, l'enseignante chypriote grecque de l'école enclavée d'Ayia Triada, Eleni Foka, est presque expulsée [du Nord de Chypre] après avoir fait une déclaration publique selon laquelle elle se sent menacée. Ce n'est qu'après des protestations répétées que son expulsion est évitée ».
En février 2011, il est annoncé qu'Eleni Foka rejoint les participants de l'action collective Greek Cypriots, et al. c. TRNC and HSBC Bank USA. En septembre 2014, le tribunal fédéral des États-Unis rejette l'affaire des Chypriotes grecs,.
Au cours de l'année scolaire 1996/7, l'école primaire d'Ayia Triada doit fermer « en raison du refus des forces d'occupation turques de permettre à l'enseignante Eleni Foka de retourner dans son village, malgré les efforts intenses du gouvernement [de la république de] Chypre pour son retour »,. Le journal chypriote Financial Mirror enregistre qu'en septembre 2008, le gouvernement du Nord de Chypre empêche les enseignants de retourner à l'école primaire de Rizokarpaso.